# General Educational Development
General Educational Development (GED) er en valgfri test i professionshøjskoler i USA og Canada.
| Skole | Spire Denne artikel om en skole, en uddannelsesinstitution eller uddannelse er en spire som bør udbygges. Du er velkommen til at hjælpe Wikipedia ved at udvide den. |